# Bezettingsgraad (bouwkunde)
Bezettingsgraad is de grootste oppervlakte die per persoon voor de betreffende bestemming van een (deel van een) gebouw met een bepaalde functie wordt verwacht.

## Doeleinden
De bezettingsgraad wordt voor een aantal dingen gebruikt:
- Brandveiligheid: afmetingen van brand- en rookcompartimenten, vluchtroutes e.d.
- Bruikbaarheid: aantal toiletruimten dat nodig is in het gebouw, afmetingen van stallingsruimten voor fietsen e.d.
- Gebruiksveiligheid: afmetingen van trappen, aanwezigheid van noodverlichting e.d.
- Gezondheid: ventilatiecapaciteit dat nodig is per ruimte of het hele gebouw.

## Bezettingsgraadklassen
De bezettingsgraad werd voor de komst van het Bouwbesluit van 2012 ingedeeld in bezettingsgraadklassen. De bezettingsgraadklasse is een klasse die de bezettingsgraad van een gebruiksoppervlakte en een vloeroppervlakte bepaald. Er zijn in totaal vijf bezettingsgraadklassen variërend van B1 t/m B5, waarbij B1 de kleinste bezettingsgraad heeft ({\displaystyle \scriptstyle \leq } 1,3 m² per persoon) en B5 de grootste bezettingsgraad (> 20m² per persoon). De bezettingsgraad geldt alleen voor gebouwen die een utiliteitsbouwfunctie hebben en niet voor gebouwen die een woonfunctie of "bouwwerk geen gebouw zijnde"-functie (bruggen, standbeelden e.d.) hebben.
In het Bouwbesluit 2012 is de bezettingsgraadklasse komen te vervallen en wordt er gebruikgemaakt van het minimale aantal personen per oppervlakte (m²).

### Bouwbesluit 2003
De volgende tabel geeft een overzicht weer van de bezettingsgraadklassen met de desbetreffende bezettingsgraad en de gebouwfunctie waarin het minimaal moet worden toegepast. Deze tabel is afkomstig uit het Bouwbesluit van 2003.
| Klasse | Gebouwfunctie                                                    | Vloeroppervlakte (VO) per persoon         | Vloeroppervlakte (VO) per persoon | Gebruiksoppervlakte (GO, GBO) per persoon | Gebruiksoppervlakte (GO, GBO) per persoon |
| ------ | ---------------------------------------------------------------- | ----------------------------------------- | --------------------------------- | ----------------------------------------- | ----------------------------------------- |
|        |                                                                  | Eis                                       | Rekenkundig                       | Eis                                       | Rekenkundig                               |
| B1     | -                                                                | {\displaystyle \scriptstyle \leq } 1,3 m² | 0,8 m²                            | {\displaystyle \scriptstyle \leq } 2,0 m² | 1,2 m²                                    |
| B2     | School, sport (mede voor bezoekers)*                             | 1,3 m² tot 3,3 m²                         | 2 m²                              | 2 m² tot 5 m²                             | 3 m²                                      |
| B3     | Bijeenkomst, gezondheidszorg (bezoekers)*                        | 3,3 m² tot 8 m²                           | 5 m²                              | 5 m² tot 12 m²                            | 7,5 m²                                    |
| B4     | Cellen, gezondheidszorg (niet voor bezoekers)**, kantoor, logies | 8 m² tot 20 m²                            | 12 m²                             | 12 m² tot 30 m²                           | 18 m²                                     |
| B5     | Sport (niet voor bezoekers)**, winkel, algemeen                  | > 20 m²                                   | 30 m²                             | > 30 m²                                   | 45 m²                                     |

* = Toegankelijk voor iedereen; ** = Alleen toegankelijk voor bevoegden

### Bouwbesluit 2012
De volgende tabel geeft een overzicht weer van de minimale aantal personen per vierkante meter met de desbetreffende gebouwfunctie waarin het moet worden toegepast. Deze tabel is afkomstig uit het Bouwbesluit van 2012. Daar waar geen aantal bij staat kan men zelf het aantal opgeven, maar moet wel rekening gehouden worden met een veiligheidsfactor. Als basis kan hiervoor bijvoorbeeld nog de bezettingsgraadklassen gebruikt worden.
| Gebouwfunctie           | Gebruiksfunctie                | Minimaal aantal personen per m² verblijfsgebied (VG) |
| ----------------------- | ------------------------------ | ---------------------------------------------------- |
| Woonfunctie             | Woonfunctie                    | n.v.t.                                               |
| Bijeenkomstfunctie      | Voor het aanschouwen van sport | 0,3                                                  |
| Bijeenkomstfunctie      | Andere gebruiksfunctie         | 0,125                                                |
| Celfunctie              | Voor bezoekers                 | 0,125                                                |
| Celfunctie              | Andere celfunctie              | 0,05                                                 |
| Gezondheidszorgfunctie  | Met bedgebied                  | 0,125                                                |
| Gezondheidszorgfunctie  | Andere gezondheidszorgfunctie  | 0,05                                                 |
| Industriefunctie        | Industriefunctie               | n.v.t.                                               |
| Kantoorfunctie          | Kantoorfunctie                 | 0,05                                                 |
| Logiesfunctie           | Logiesfunctie                  | 0,05                                                 |
| Onderwijsfunctie        | Onderwijsfunctie               | 0,125                                                |
| Sportfunctie            | Sportfunctie                   | n.v.t.                                               |
| Winkelfunctie           | Winkelfunctie                  | n.v.t.                                               |
| Overige gebruiksfunctie | Overige gebruiksfunctie        | n.v.t.                                               |